# Danh sách quân chủ Sicilia
Dưới đây là danh sách các quốc vương trị vì trên lãnh thổ Sicilia kể từ khi quốc gia này còn là một bá quốc cho đến "sự hợp nhất hoàn hảo" vào Vương quốc Hai Sicilie năm 1816.
Mốc thời gian đánh dấu sự hình thành của nền quân chủ Sicilia là cuộc chinh phạt của người Norman vào miền Nam nước Ý. Cuộc chiến kết thúc hoàn toàn vào khoảng giữa thế kỷ 12, với kết quả là việc kết thúc sự thống trị của người Hồi giáo tại đảo Sicilia. Nhà Hauteville của người Norman là đội quân chính tham gia cuộc chiến và với việc chiếm Parlemo năm 1071, Bá quốc Sicilia chính thức được hình thành. Khoảng 20 năm sau đó, người Norman hoàn toàn chinh phục được Sicilia.
Năm 1130, các bá quốc Sicilia và Apulia hợp nhất lại, tạo thành vương quốc Sicilia với vị vua đầu tiên là Roger II được sắc phong bởi Giáo hoàng đối lập Anaclêtô II. Không quá lâu sau đó, các liên minh cá nhân với các nhà nước bên ngoài được hình thành một cách khá liên tục: với đế quốc La Mã Thần thánh (1194 – 1254), với Vương quyền Aragón (1282 – 1714), Công quốc Savoia (1713 – 1720) và cuối cùng là với nền Quân chủ Harsburg (1720 – 1735) ở Áo.
Sau sự kiện ở Sicilia năm 1282 và Cuộc chiến tranh sau đó, Vương quốc Sicilia bị chia ra làm 2 phần: phần đất liền của vương quốc cũ, còn gọi là Hither Sicilia, còn có tên khác phổ biến hơn là vương quốc Napoli. Phần còn lại gồm toàn bộ đất liền đảo Sicilia và một số lãnh thổ phía bên kia eo biển Messina (còn gọi với cái tên Ultra Sicilia). Cả hai điều tự xưng là vua của Sicilia cho đến khi Karl I tạm thời kiểm soát các vùng đất này lại dưới cái tên "Vương quốc của Sicilia và Napoli" vào năm 1516. Quá trình thống nhất này chỉ mang tính tạm thời nên trên thực tế phải đến năm 1816 thì Ferdinand III (hoặc IV) mới thống nhất hai vùng đất này trở lại dưới tên Vương quốc Hai Sicilie.

## Bá tước Sicilia
Sau khi giành được Sicilia từ tay người Hồi giáo, Robert Guiscard được phong làm "Công tước" xứ Sicilia bởi Giáo hoàng Nicôla II. Em trai ông là Ruggeru I tiếp nối sự nghiệp cai trị của anh trai và trở thành Bá tước đầu tiên của Sicilia.
| Tên                                                | Chân dung | Năm sinh – Năm mất                                   | Cha – Mẹ                                  | Thời gian trị vì | Hôn nhân |
| -------------------------------------------------- | --------- | ---------------------------------------------------- | ----------------------------------------- | ---------------- | --- |
| Ruggeru I Ruggeru Bosso hoặc Ruggeru, Đại Bá tước  |           | k. 1031 – 22 tháng 6 năm 1101                        | Tancredi nhà Hauteville – Fredisenda      | 1071 – 1091      | Judith d'Évreux 10624 người con Eremburga xứ Mortain 1077 8 người con Adelasia del Vasto 1087 hoặc 1089 4 người con                                                                              |
| Simuni Simon nhà Hauteville hay Simon xứ Altavilla |           | 1093 – 1102                                          | Ruggeru I xứ Sicilia – Adelasia del Vasto | 1101 – 1115      | Không kết hôn |
| Ruggeru II                                         |           | 22 tháng 12 năm 1095 – 26 tháng 2 năm 1154 (58 tuổi) | Ruggeru I xứ Sicilia – Adelasia del Vasto | 1105 – 1130      | Elvira của Léon 1117 6 người con Sibylle xứ Bourgogne 1149 2 người con Beatrix xứ Rethel 1151 1 người con Ngoài ra Rugerru I còn có rất nhiều nhân tình và có con với một vài người trong số đó. |

## Quốc vương của Sicilia
Năm 1130, Roger II được tấn phong bởi Giáo hoàng đối lập Anaclêtô II và được tái công nhận bởi Giáo hoàng Innôcentê II 9 năm sau đó. Lãnh thổ Vương quốc Sicilia lúc này trải rộng từ đảo Sicilia cho đến miền Nam nước Ý, rồi sau đó nhanh chóng có thêm được Malta và Mahdia. Các lãnh thổ chiếm thêm này không lâu sau đó lại bị mất trở lại.

### Nhà Hauteville(1130 – 1198)
| Tên                                                   | Chân dung   | Năm sinh – Năm mất                                   | Cha – Mẹ                                         | Thời gian trị vì                            | Hôn nhân |
| ----------------------------------------------------- | ----------- | ---------------------------------------------------- | ------------------------------------------------ | ------------------------------------------- | --- |
| Ruggeru II                                            |             | 22 tháng 12 năm 1095 – 26 tháng 2 năm 1154 (58 tuổi) | Ruggeru I của Sicilia – Adelasia del Vasto       | 27 tháng 2 năm 1130 – 26 tháng 2 năm 1154   | Elvira của Léon 1117 6 người con Sibylle xứ Bourgogne 1149 2 người con Beatrix xứ Rethel 1151 1 người con Ngoài ra Rugerru I còn có rất nhiều nhân tình và có con với một vài người trong số đó. |
| Gugghiermu I Kẻ độc ác                                |             | 1120/1121 – 7 tháng 5 năm 1166                       | Ruggeru II của Sicilia – Elvira của León         | 26 tháng 2 năm 1154 – 7 tháng 2 năm 1166    | Margarita của Navarra 4 người con |
| Gugghiermu II Kẻ tốt bụng                             | không khung | Tháng 12 năm 1153 – 11 tháng 11 năm 1189             | Gugghiermu I của Sicilia – Margarita của Navarra | 7 tháng 5 năm 1166 – 11 tháng 11 năm 1189   | Joan của Anh Tháng 2 năm 1177 1 người con |
| Tancredi I Tancredi của Lecce, Vua Khỉ (Đồng cai trị) | không khung | k. 1138 – 20 tháng 2 năm 1194                        | Ruggeru III xứ Apulia – Emma xứ Lecce            | 1189 – 20 tháng 2 năm 1194                  | Sibilla xứ Acerra 6 người con |
| Ruggeru III                                           |             | 1175 – 24 tháng 12 năm 1193                          | Tancredi của Sicilia – Sibilla xứ Acerra         | 1193 – 24 tháng 12 năm 1193                 | Irene Angelina 1193 Không có con |
| Gugghiermu III                                        |             | k. 1186 – k. 1198                                    | Tancredi của Sicilia – Sibilla xứ Acerra         | 20 tháng 2 – 25 tháng 12 nặm 1194           | Không kết hôn |
| Custanza I                                            | không khung | 2 tháng 12 năm 1154 – 27 tháng 11 năm 1198           | Ruggeru II của Sicilia – Beatrix xứ Rethel       | 25 tháng 12 năm 1194 – 27 tháng 11 năm 1198 | Arricu I 1184 1 người con |

Theo sau cuộc xâm lược Sicilia của Heinrich VI, Custanza tuyên bố cai trị vùng đất với tư cách là đồng cai trị cùng với chồng bà (trên thực tế bà nắm quyền cai trị thực tế trên lãnh thổ trong phần lớn thời gian làm vương hậu của mình vì vào năm 1195, Henry VI quay trở về Đức sau một khoảng thời gian ngắn ở Sicilia cùng với vợ mình).
Một số cuộc đụng độ nổ ra trong quá trình Constantine cùng với chồng của mình cai trị Sicilia. Trong số này phải kể đến cuộc khởi nghĩa của Jordan Lupin, người tự phong là vua của Sicilia. Ông này vể sau không được công nhận là vua chính thức của Sicilia mà chỉ là một kẻ tiếm ngôi bất thành, theo các nhà sử học Evelyn Jamison và Thomas Curtis Van Cleve. Constantine tự mình cai trị ngay sau cái chết bất thình lình của chồng năm 1197 (không lâu sau khi Lupin bị bắt) và năm sau đó thì đưa con trai duy nhất của bà là Frederick II lên ngôi vua Sicilia (ông sau cũng là vua Đế quốc La Mã Thần thánh và vua của thành Jerusalem).

### Nhà Hohenstaufen(Nhà Staufer; 1194 – 1266)
| Tên                      | Chân dung   | Năm sinh – Năm mất                                    | Cha – Mẹ                                                           | Thời gian trị vì                           | Hôn nhân |
| ------------------------ | ----------- | ----------------------------------------------------- | ------------------------------------------------------------------ | ------------------------------------------ | --- |
| Arricu I                 | không khung | Tháng 11 năm 1165 – 28 tháng 9 năm 1197               | Friedrich I của Đế quốc La Mã Thần thánh – Béatrice I xứ Bourgogne | 25 tháng 12 năm 1194 – 28 tháng 9 năm 1197 | Custanza I 1184 |
| Fidiricu I (Đồng trị vì) | không khung | 26 tháng 12 năm 1194 – 13 tháng 12 năm 1250 (55 tuổi) | Henry I của Đế quốc La Mã Thần thánh – Custanza I của Sicilia      | 17 tháng 5 năm 1198 – 13 tháng 12 năm 1250 | Constanza của Aragón 15 tháng 8 năm 1209 1 người con Yolande thành Jerusalem 9 tháng 11 năm 1225 2 người con Isabella của Anh 15 tháng 7 năm 1235 4 người con Bianca Lancia k. 1225 3 người con |
| Arricu II (Đồng trị vì)  | không khung | 1211 – 12 tháng 2 (?) 1242                            | Henry I của Đế quốc La Mã Thần thánh – Constanza của Aragón        | 1212 – 1217                                | Margarethe của Áo 29 tháng 11 năm 1225 2 người con |
| Curradu I                | không khung | 25 tháng 4 năm 1228 – 21 tháng 5 năm 1254 (26 tuổi)   | Friedrich II của Thánh chế La Mã – Yolande thành Jerusalem         | 13 tháng 12 năm 1250 – 21 tháng 5 năm 1254 | Elisabeth xứ Bayern 1 tháng 9 năm 1246 1 người con |
| Curadu II Trẻ Conradin   | không khung | 25 tháng 3 năm 1252 – 29 tháng 10 năm 1268 (16 tuổi)  | Conrad IV của Đức – Elisabeth xứ Bayern                            | 21 tháng 5 năm 1254 – 11 tháng 8 năm 1258  | Không kết hôn |
| Manfredi                 |             | 1232 – 26 tháng 2 năm 1266                            | Friedrich II của Thánh chế La Mã – Bianca Lancia                   | 11 tháng 8 năm 1258 – 26 tháng 2 năm 1266  | Beatrice xứ Savoia 21 tháng 4 năm 1247 1 người con Helena Angelina Doukaina 9 tháng 11 năm 1255 5 người con                                                                                     |

Sau khi nhiếp chính cho con trai của người anh của mình là Conradin, Manfred tự mình lên ngôi vua vào năm 1258. Tuy vậy, ông không nhận được sự ủng hộ của các Giáo hoàng, một phần vì ảnh hưởng chính trị quá lớn của Manfred khi ông không chỉ nắm quyền tại Sicilia nữa mà còn có sức ảnh hưởng tới các thành bang Ý khác và với Aragón thông qua hôn nhân. Người Anh và sau là người Pháp nỗ lực chiếm quyền kiểm soát Sicilia theo lời kêu gọi từ các Giáo hoàng, và sau trận Benevento cùng cái chết của Manfredi của Sicilia trong trận đánh thì Charles I xứ Anjou trên thực tế đã trở thành vua của Sicilia. Conradin cũng có các động thái quân sự chống lại Charles xứ Anjou sau khi vị vua người Pháp lên nắm quyền tại Sicilia, nhưng cuối cùng bị bắt giữ tại Rome và chém đầu như là một kẻ phản bội.

### Người Anhtự xưng ngôi
Edmund Crouchback có tuyên bố mình là người đứng đầu Sicilia cùng với cha mình là Henry III trong khoảng thời gian từ năm 1254 đến năm 1263 nhưng không thành công.

### Nhà Capet của Anjou(1266 – 1282)
| Tên     | Chân dung   | Năm sinh – Năm mất                                 | Cha – Mẹ                                  | Thời gian trị vì                        | Hôn nhân |
| ------- | ----------- | -------------------------------------------------- | ----------------------------------------- | --------------------------------------- | --- |
| Carlu I | không khung | 21 tháng 3 năm 1227 – 7 tháng 1 năm 1285 (57 tuổi) | Louis VIII của Pháp – Blanca của Castilla | 6 tháng 1 năm 1266 – 4 tháng 9 năm 1282 | Béatrice xứ Provence 31 tháng 1 năm 1246 7 người con Marguerite xứ Bourgogne 18 tháng 11 năm 1268 1 người con |

### Nhà Barcelona(1282 – 1410)
| Tên                                                                           | Chân dung | Năm sinh – Năm mất                                    | Cha – Mẹ                                       | Thời gian trị vì                           | Hôn nhân |
| ----------------------------------------------------------------------------- | --------- | ----------------------------------------------------- | ---------------------------------------------- | ------------------------------------------ | --- |
| Custanza II Constance xứ Swabia hoặc Constance nhà Hohenstaufen (Đồng trị vì) |           | k. 1249 – 9 tháng 4 năm 1302                          | Manfred xứ Sicilia – Beatrice xứ Savoia        | 31 tháng 8 năm 1282 – 2 tháng 11 năm 1285  | Pedro III của Aragón 13 tháng 6 năm 1362 6 người con |
| Petru I Đại đế (Đồng trị vì)                                                  |           | k. 1240 – 11 tháng 11 năm 1285                        | Chaime I của Aragón – Jolán của Hungary        | 30 tháng 8 năm 1282 – 11 tháng 11 năm 1285 | Custanza II của Sicilia 13 tháng 6 năm 1362 6 người con |
| Jàcumu I Jàcumu Công bằng                                                     |           | 10 tháng 4 năm 1267 – 2/5 tháng 11 năm 1327 (60 tuổi) | Pedro III của Aragón – Custanza II của Sicilia | 11 tháng 11 năm 1285 – 20 tháng 6 năm 1295 | Isabel của Castilla 1 tháng 12 năm 1291 Không có con Blanche xứ Anjou 29 tháng 10 năm 1295 2 người con Marie xứ Lusignan 15 tháng 6 năm 1315 Không có con Elisenda xứ Montcada 25 tháng 12 năm 1322 Không có con |
| Fidiricu III                                                                  |           | 13 tháng 12 năm 1272 – 25 tháng 6 năm 1337 (64 tuổi)  | Pedro III của Aragón – Custanza II của Sicilia | 11 tháng 12 năm 1295 – 25 tháng 6 năm 1337 | Éleonore xứ Anjou 17 tháng 5 năm 1302 9 người con |
| Petru II                                                                      |           | 24 tháng 7 năm 1305 – 15 tháng 8 năm 1342             | Fidiricu III của Sicilia – Éleonore xứ Anjou   | 25 tháng 6 năm 1337 – 15 tháng 8 năm 1342  | Elisabeth xứ Kärnten 23 tháng 4 năm 1332 9 người con |
| Luiggi I Luiggi Chết yểu                                                      |           | 4 tháng 2 năm 1338 – 16 tháng 10 năm 1355 (17 tuổi)   | Petru II của Sicilia – Elisabeth xứ Kärnten    | 15 tháng 8 năm 1342 – 16 tháng 10 năm 1355 | Không kết hôn |
| Fidiricu IV Frederick Kẻ Tầm thường (tạm dịch)                                |           | 1 tháng 9 năm 1341 – 27 tháng 7 năm 1377 (35 tuổi)    | Pedro II của Sicilia – Elisabeth xứ Kärnten    | 16 tháng 10 năm 1355 – 27 tháng 7 năm 1377 | Constanza của Aragón 11 tháng 4 năm 1361 1 người con Antonia xứ Balzo 17 tháng 1 năm 1372 Không có con |
| Maria I (Đồng trị vì)                                                         |           | 2 tháng 7 năm 1363 – 25 tháng 5 năm 1401 (37 tuổi)    | Fidiricu IV của Sicilia – Constanza của Aragón | 27 tháng 7 năm 1377 – 25 tháng 5 năm 1401  | Martinu I của Sicilia 1390 1 người con |
| Martinu I Martin Con (Đồng trị vì)                                            |           | 25 tháng 7 năm 1374/1375/1376 – 25 tháng 7 năm 1409   | Martín của Aragón – Maria xứ Luna              | 25 tháng 5 năm 1401 – 25 tháng 7 năm 1409  | Maria của Sicilia 1390 1 người con |
| Martinu II Martin Cha, Martin Nhân đạo, Martin Người của Giáo hội             |           | 29 tháng 7 năm 1356 – 31 tháng 5 năm 1410 (53 tuổi)   | Pero IV của Aragón – Eleanor xứ Sicilia        | 25 tháng 4 năm 1409 – 31 tháng 5 năm 1410  | Maria de Luna 4 người con Margalida xứ Prades 17 tháng 9 năm 1409 Không có con |

Martinu II qua đời mà không thể chỉ định được người nối dõi, khiến cho ngai vàng Aragón (cùng với cả Sicilia) bị bỏ trống trong khoảng 2 năm. Có tới 5 thành viên hoàng tộc đã tranh giành cho chức vị này, nhưng vẫn không tìm ra được chủ nhân cai trị Vương quyền. Đến năm 1402, sau Thỏa thuận Caspe, Fernando I, một người cháu trai của Martinu II, lên ngôi vương của Aragón, mở đầu thời kỳ cai trị của nhà Trastámmara trên các phần đất mà vương quyền kiểm soát, kể cả ở Sicilia.

### Nhà Trastámara(1412 – 1516)
| Tên                                                     | Chân dung | Năm sinh – Năm mất                                  | Cha – Mẹ                                       | Thời gian trị vì                             | Hôn nhân                                                                                  |
| ------------------------------------------------------- | --------- | --------------------------------------------------- | ---------------------------------------------- | -------------------------------------------- | ----------------------------------------------------------------------------------------- |
| Firdinannu I Fernando xứ Antequera, Fernando Công chính |           | 27 tháng 11 năm 1380 – 2 tháng 4 năm 1416 (35 tuổi) | Chuan I của Aragón – Alionor của Aragón        | 3 tháng 9 năm 1412 – 2 tháng 4 năm 1416      | Leonor xứ Alburquerque 1394 8 người con                                                   |
| Fonziu I Alfonso Hào hiệp, Afonso Khôn ngoan            |           | 1396 – 27 tháng 6 năm 1458                          | Ferrando I của Aragón – Leonor xứ Alburquerque | 2 tháng 4 năm 1416 – 27 tháng 6 năm 1458     | María của Castilla 1415 Không có con                                                      |
| Giuvanni I Juan Đại đế, Juan Kẻ xáo trá                 |           | 29 tháng 6 năm 1398 – 20 tháng 1 năm 1479 (80 tuổi) | Ferrando I của Aragón – Leonor xứ Alburquerque | 27 tháng 6 năm 1458 – 19/20 tháng 1 năm 1479 | Blanc I của Navarra 6 tháng 11 năm 1419 4 người con Juana Enríquez 2 người con            |
| Fonziu II Fernando Công giáo                            |           | 10 tháng 3 năm 1452 – 23 tháng 1 năm 1516 (63 tuổi) | Chuan II của Aragón – Juana Enríquez           | 20 tháng 1 năm 1479 – 23 tháng 1 năm 1516    | Isabel I của Castilla 19 tháng 10 năm 1469 5 người con Germaine xứ Foix 1505 Không có con |
| Giuvanna I Bà Chúa điên                                 |           | 6 tháng 11 năm 1479 – 12 tháng 4 năm 1555 (75 tuổi) | Ferrando II của Aragón – Isabel I của Castilla | 23 tháng 1 năm 1516 – 12 tháng 4 năm 1555    | Felipe I của Castilla 1496 6 người con                                                    |

### Nhà Habsburg(1516 – 1700)
| Tên                                               | Chân dung | Năm sinh – Năm mất                                  | Cha – Mẹ                                           | Thời gian trị vì                          | Hôn nhân |
| ------------------------------------------------- | --------- | --------------------------------------------------- | -------------------------------------------------- | ----------------------------------------- | --- |
| Carlu II                                          |           | 24 tháng 2 năm 1500 – 21 tháng 9 năm 1558 (58 tuổi) | Felipe I của Castilla – Juana I của Castilla       | 14 tháng 3 năm 1566 – 16 tháng 1 năm 1566 | Isabel của Bồ Đào Nha 10 tháng 3 năm 1526 6 người con |
| Fulippu I Philipe Khôn ngoan                      |           | 21 tháng 5 năm 1527 – 13 tháng 9 năm 1598 (71 tuổi) | Carlos I của Tây Ban Nha – Isabella của Bồ Đào Nha | 25 tháng 7 năm 1554 – 13 tháng 9 năm 1598 | Maria Manuela của Bồ Đào Nha 12 tháng 11 năm 1543 1 người con Mary I của Anh 25 tháng 7 năm 1554 Không có con Élisabeth của Valois 22 tháng 6 năm 1559 3 người con Anna của Áo 4 tháng 5 năm 1570 6 người con |
| Fulippu II Philipe Sùng đạo                       |           | 14 tháng 4 năm 1578 – 31 tháng 3 năm 1621 (42 tuổi) | Felipe II của Tây Ban Nha – Anna của Áo            | 13 tháng 9 năm 1598 – 31 tháng 3 năm 1621 | Margarete của Áo 18 tháng 4 năm 1599 8 người con |
| Fulippu III Felipe Đại đế hay Felipe Vua Trái đất |           | 8 tháng 4 năm 1605 – 17 tháng 9 năm 1665 (60 tuổi)  | Felipe III của Tây Ban Nha – Margarete của Áo      | 31 tháng 3 năm 1621 – 17 tháng 9 năm 1665 | Élisabeth của Pháp 25 tháng 11 năm 1615 8 người con Maria Anna của Áo 7 tháng 10 năm 1649 5 người con |
| Carlu III Kẻ bị bỏ bùa                            |           | 6 tháng 11 năm 1661 – 1 tháng 11 năm 1700 (38 tuổi) | Felipe IV của Tây Ban Nha – Maria Anna của Áo      | 17 tháng 9 năm 1665 – 1 tháng 11 năm 1700 | Marie Louise của Orléans 30 tháng 8 năm 1679 Không có con Maria Anna xứ Neuburg 14 tháng 5 năm 1690 Không có con                                                                                              |

Sau khi Carlo II của Tây Ban Nha mất mà không có người kế vị chính thức, Chiến tranh kế vị Tây Ban Nha bùng nổ. Với chiến thắng của phía Pháp, nhà Bourbon thiết lập quyền cai trị lên toàn bộ Tây Ban Nha và các lãnh thổ hải ngoại do nước này chiếm giữ, bao gồm cả vương quốc Sicilia.

### Nhà Borbone(1700 – 1713)
| Tên                 | Chân dung | Năm sinh – Năm mất                                  | Cha – Mẹ                                            | Thời gian trị vì                          | Hôn nhân                                                                                                   |
| ------------------- | --------- | --------------------------------------------------- | --------------------------------------------------- | ----------------------------------------- | --- |
| Fulippu IV Dũng cảm |           | 19 tháng 12 năm 1683 – 9 tháng 7 năm 1746 (62 tuổi) | Louis, Đại Trữ quân – Maria Anna Victoria xứ Bayern | 1 tháng 11 năm 1700 – 22 tháng 9 năm 1713 | Maria Luisa của Savoia 2 tháng 11 năm 1701 4 người con Elisabetta Farnese 24 tháng 12 năm 1714 7 người con |

Đến năm 1714, sau hòa ước Utrech, Tây Ban Nha chuyển giao quyền kiểm soát Sicilia về cho phía Savoia.

### Nhà Savoia(1713 – 1720)
| Tên             | Chân dung | Năm sinh – Năm mất                                   | Cha – Mẹ                                    | Thời gian trị vì                          | Hôn nhân |
| --------------- | --------- | ---------------------------------------------------- | ------------------------------------------- | ----------------------------------------- | --- |
| Vittòriu Amideu |           | 14 tháng 5 năm 1666 – 31 tháng 10 năm 1732 (66 tuổi) | Carlo Emanuele II – Maria Giovanna Battista | 22 tháng 9 năm 1713 – 17 tháng 2 năm 1720 | Anne Marie của Orléans 10 tháng 4 năm 1684 9 người con Anna Canalis xứ Cumiana 12 tháng 8 năm 1730 Không có con |

Sau chiến tranh Tứ quốc Liên Minh (1718 – 1720), Savoia mất quyền kiểm soát vùng lãnh thổ vào tay Áo.

### Nhà Habsburg (1720 – 1735)
| Tên      | Chân dung | Năm sinh – Năm mất                                   | Cha – Mẹ                                                             | Thời gian trị vì                            | Hôn nhân                                                                        |
| -------- | --------- | ---------------------------------------------------- | -------------------------------------------------------------------- | ------------------------------------------- | ------------------------------------------------------------------------------- |
| Carlu IV |           | 1 tháng 10 năm 1685 – 20 tháng 10 năm 1740 (55 tuổi) | Leopold I, Hoàng đế La Mã Thần thánh – Eleonore Magdalene xứ Neuburg | 12 tháng 10 năm 1711 – 20 tháng 10 năm 1740 | Elisabeth Christine xứ Braunschweig-Wolfenbüttel 1 tháng 8 năm 1708 4 người con |

Carlos III tiến hành đánh chiếm Sicilia trong cuộc chiến kế vị Ba Lan. Sau khi chiến tranh kết thúc, Carlos III của Tây Ban Nha được nhượng phần lãnh thổ này.

### Nhà Borbone (1735 – 1816)
| Tên            | Chân dung | Năm sinh – Năm mất                                   | Cha – Mẹ                                             | Thời gian trị vì                           | Hôn nhân                                                                                                 |
| -------------- | --------- | ---------------------------------------------------- | ---------------------------------------------------- | ------------------------------------------ | --- |
| Carlu V        |           | 20 tháng 1 năm 1716 – 14 tháng 12 năm 1788 (72 tuổi) | Felipe V của Tây Ban Nha – Elisabetta Farnese        | 15 tháng 5 năm 1734 – 6 tháng 10 năm 1759  | Maria Amalia của Ba Lan 1738 13 người con                                                                |
| Firdinannu III |           | 12 tháng 1 năm 1751 – 4 tháng 1 năm 1825 (73 tuổi)   | Carlos III của Tây Ban Nha – Maria Amalia của Ba Lan | 6 tháng 10 năm 1759 – 12 tháng 12 năm 1816 | Maria Karolina của Áo 7 tháng 4 năm 1768 17 người con Lucia Migliaccio 27 tháng 11 năm 1814 Không có con |

Năm 1816, vương quốc Napoli tái hợp cùng với phía Sicilia trong một vương quốc mới bao gồm hai vùng lãnh thổ mang tên vương quốc Hai Sicilie.

### Nhà Borbone-Hai Sicilie(1816 – 1861)
| Tên                                                                                                | Chân dung   | Năm sinh – Năm mất                                   | Cha – Mẹ                                                    | Thời gian trị vì                          | Hôn nhân |
| -------------------------------------------------------------------------------------------------- | ----------- | ---------------------------------------------------- | ----------------------------------------------------------- | ----------------------------------------- | --- |
| Ferdinando I Ferdinando Antonio Pasquale Giovanni Nepomuceno Serafino Gennaro Benedetto di Borbone |             | 12 tháng 1 năm 1751 – 4 tháng 1 năm 1825 (73 tuổi)   | Carlos III của Tây Ban Nha – Maria Amalia của Ba Lan        | 12 tháng 12 năm 1816 – 4 tháng 1 năm 1825 | Maria Karolina của Áo 17 người con Lucia Migliaccio 27 tháng 11 năm 1814 Không có con                                |
| Francesco I Francesco Gennaro Giuseppe                                                             | không khung | 19 tháng 8 năm 1777 – 8 tháng 11 năm 1830 (53 tuổi)  | Ferdinando I của Hai Sicilie – Maria Karolina của Áo        | 4 tháng 1 năm 1825 – 8 tháng 11 năm 1830  | Maria Klementine của Áo 19 tháng 9 năm 1790 2 người con María Isabel của Tây Ban Nha 6 tháng 7 năm 1802 12 người con |
| Ferdinando II Ferdinando Carlo                                                                     | không khung | 12 tháng 1 năm 1810 – 22 tháng 5 năm 1859 (49 tuổi)  | Francesco I của Hai Sicilie – María Isabel của Tây Ban Nha  | 8 tháng 11 năm 1830 – 22 tháng 5 năm 1859 | Maria Cristina của Sardegna 21 tháng 11 năm 1832 1 người con Maria Theresia của Áo 9 tháng 1 năm 1837 12 người con   |
| Francesco II Francesco d'Assisi Maria Leopoldo                                                     | không khung | 16 tháng 1 năm 1836 – 27 tháng 12 năm 1894 (58 tuổi) | Ferdinando II của Hai Sicilie – Maria Cristina của Sardegna | 22 tháng 5 năm 1859 – 20 tháng 3 năm 1860 | Marie Sophie xứ Bayern 3 tháng 2 năm 1859 1 người con                                                                |

Năm 1860, vương quốc Hai Sicilie bị chiếm đóng bởi quân đội của Giuseppe Garibaldi và sau đó sát nhập vào vương quốc Ý mới thành lập.

## Phả hệ Sicilia
|                |                |                               |                               |                               |                               |                                   |                                   |                                   |                                   |                                   |                                   |                                       |                                       |                                       |                                       |                                       |                                       |                                      |                                      |                                   |                                   |                                   |                                   |                                      |                                     |                                     |                                     |                                     |                                     |                                     |                                     |                                      |                                      |                                      |                                      |                                      |                                      |                                     |                                     |                                     |                                     |                                  |                                  |                                  |                                  |                                  |                                  |                     |                     |                     |                     |                     |                     |  |  |  |  |  |  |  |  |  |  |  |  |  |  |  |  |  |  |  |  |
|                |                |                               |                               |                               |                               |                                   |                                   |                                   |                                   | Roger I 1031–1101 r. 1071–1101    | Roger I 1031–1101 r. 1071–1101    | Roger I 1031–1101 r. 1071–1101        | Roger I 1031–1101 r. 1071–1101        | Roger I 1031–1101 r. 1071–1101        | Roger I 1031–1101 r. 1071–1101        |                                       |                                       |                                      |                                      |                                   |                                   |                                   |                                   |                                      |                                     |                                     |                                     |                                     |                                     |                                     |                                     |                                      |                                      |                                      |                                      |                                      |                                      |                                     |                                     |                                     |                                     |                                  |                                  |                                  |                                  |                                  |                                  | Nhà Hauteville      | Nhà Hauteville      | Nhà Hauteville      | Nhà Hauteville      | Nhà Hauteville      | Nhà Hauteville      |  |  |  |  |  |  |  |  |  |  |  |  |  |  |  |  |  |  |  |  |
|                |                |                               |                               |                               |                               |                                   |                                   |                                   |                                   | Roger I 1031–1101 r. 1071–1101    | Roger I 1031–1101 r. 1071–1101    | Roger I 1031–1101 r. 1071–1101        | Roger I 1031–1101 r. 1071–1101        | Roger I 1031–1101 r. 1071–1101        | Roger I 1031–1101 r. 1071–1101        |                                       |                                       |                                      |                                      |                                   |                                   |                                   |                                   |                                      |                                     |                                     |                                     |                                     |                                     |                                     |                                     |                                      |                                      |                                      |                                      |                                      |                                      |                                     |                                     |                                     |                                     |                                  |                                  |                                  |                                  |                                  |                                  | Nhà Hauteville      | Nhà Hauteville      | Nhà Hauteville      | Nhà Hauteville      | Nhà Hauteville      | Nhà Hauteville      |  |  |  |  |  |  |  |  |  |  |  |  |  |  |  |  |  |  |  |  |
|                |                |                               |                               |                               |                               |                                   |                                   |                                   |                                   |                                   |                                   |                                       |                                       |                                       |                                       |                                       |                                       |                                      |                                      |                                   |                                   |                                   |                                   |                                      |                                     |                                     |                                     |                                     |                                     |                                     |                                     |                                      |                                      |                                      |                                      |                                      |                                      |                                     |                                     |                                     |                                     |                                  |                                  |                                  |                                  |                                  |                                  |                     |                     |                     |                     |                     |                     |  |  |  |  |  |  |  |  |  |  |  |  |  |  |  |  |  |  |  |  |
|                |                |                               |                               |                               |                               | Simon 1093–1105 r. 1101–1105      | Simon 1093–1105 r. 1101–1105      | Simon 1093–1105 r. 1101–1105      | Simon 1093–1105 r. 1101–1105      | Simon 1093–1105 r. 1101–1105      | Simon 1093–1105 r. 1101–1105      |                                       |                                       | Roger II 1095–1154 r. 1130–1154       | Roger II 1095–1154 r. 1130–1154       | Roger II 1095–1154 r. 1130–1154       | Roger II 1095–1154 r. 1130–1154       | Roger II 1095–1154 r. 1130–1154      | Roger II 1095–1154 r. 1130–1154      |                                   |                                   |                                   |                                   |                                      |                                     |                                     |                                     |                                     |                                     |                                     |                                     |                                      |                                      |                                      |                                      |                                      |                                      |                                     |                                     |                                     |                                     |                                  |                                  |                                  |                                  |                                  |                                  | Nhà Staufer         | Nhà Staufer         | Nhà Staufer         | Nhà Staufer         | Nhà Staufer         | Nhà Staufer         |  |  |  |  |  |  |  |  |  |  |  |  |  |  |  |  |  |  |  |  |
|                |                |                               |                               |                               |                               | Simon 1093–1105 r. 1101–1105      | Simon 1093–1105 r. 1101–1105      | Simon 1093–1105 r. 1101–1105      | Simon 1093–1105 r. 1101–1105      | Simon 1093–1105 r. 1101–1105      | Simon 1093–1105 r. 1101–1105      |                                       |                                       | Roger II 1095–1154 r. 1130–1154       | Roger II 1095–1154 r. 1130–1154       | Roger II 1095–1154 r. 1130–1154       | Roger II 1095–1154 r. 1130–1154       | Roger II 1095–1154 r. 1130–1154      | Roger II 1095–1154 r. 1130–1154      |                                   |                                   |                                   |                                   |                                      |                                     |                                     |                                     |                                     |                                     |                                     |                                     |                                      |                                      |                                      |                                      |                                      |                                      |                                     |                                     |                                     |                                     |                                  |                                  |                                  |                                  |                                  |                                  | Nhà Staufer         | Nhà Staufer         | Nhà Staufer         | Nhà Staufer         | Nhà Staufer         | Nhà Staufer         |  |  |  |  |  |  |  |  |  |  |  |  |  |  |  |  |  |  |  |  |
|                |                |                               |                               |                               |                               |                                   |                                   |                                   |                                   |                                   |                                   |                                       |                                       |                                       |                                       |                                       |                                       |                                      |                                      |                                   |                                   |                                   |                                   |                                      |                                     |                                     |                                     |                                     |                                     |                                     |                                     |                                      |                                      |                                      |                                      |                                      |                                      |                                     |                                     |                                     |                                     |                                  |                                  |                                  |                                  |                                  |                                  |                     |                     |                     |                     |                     |                     |  |  |  |  |  |  |  |  |  |  |  |  |  |  |  |  |  |  |  |  |
|                |                |                               |                               |                               |                               | Roger 1118–1148                   | Roger 1118–1148                   | Roger 1118–1148                   | Roger 1118–1148                   | Roger 1118–1148                   | Roger 1118–1148                   |                                       |                                       | Gugghiermu I 1131–1166 r. 1154–1166   | Gugghiermu I 1131–1166 r. 1154–1166   | Gugghiermu I 1131–1166 r. 1154–1166   | Gugghiermu I 1131–1166 r. 1154–1166   | Gugghiermu I 1131–1166 r. 1154–1166  | Gugghiermu I 1131–1166 r. 1154–1166  |                                   |                                   | Custanza I 1154–1198 r. 1194–1198 | Custanza I 1154–1198 r. 1194–1198 | Custanza I 1154–1198 r. 1194–1198    | Custanza I 1154–1198 r. 1194–1198   | Custanza I 1154–1198 r. 1194–1198   | Custanza I 1154–1198 r. 1194–1198   |                                     |                                     | Henry I 1165–1197 r. 1194–1197      | Henry I 1165–1197 r. 1194–1197      | Henry I 1165–1197 r. 1194–1197       | Henry I 1165–1197 r. 1194–1197       | Henry I 1165–1197 r. 1194–1197       | Henry I 1165–1197 r. 1194–1197       |                                      |                                      |                                     |                                     |                                     |                                     |                                  |                                  |                                  |                                  |                                  |                                  |                     |                     |                     |                     |                     |                     |  |  |  |  |  |  |  |  |  |  |  |  |  |  |  |  |  |  |  |  |
|                |                |                               |                               |                               |                               | Roger 1118–1148                   | Roger 1118–1148                   | Roger 1118–1148                   | Roger 1118–1148                   | Roger 1118–1148                   | Roger 1118–1148                   |                                       |                                       | Gugghiermu I 1131–1166 r. 1154–1166   | Gugghiermu I 1131–1166 r. 1154–1166   | Gugghiermu I 1131–1166 r. 1154–1166   | Gugghiermu I 1131–1166 r. 1154–1166   | Gugghiermu I 1131–1166 r. 1154–1166  | Gugghiermu I 1131–1166 r. 1154–1166  |                                   |                                   | Custanza I 1154–1198 r. 1194–1198 | Custanza I 1154–1198 r. 1194–1198 | Custanza I 1154–1198 r. 1194–1198    | Custanza I 1154–1198 r. 1194–1198   | Custanza I 1154–1198 r. 1194–1198   | Custanza I 1154–1198 r. 1194–1198   |                                     |                                     | Henry I 1165–1197 r. 1194–1197      | Henry I 1165–1197 r. 1194–1197      | Henry I 1165–1197 r. 1194–1197       | Henry I 1165–1197 r. 1194–1197       | Henry I 1165–1197 r. 1194–1197       | Henry I 1165–1197 r. 1194–1197       |                                      |                                      |                                     |                                     |                                     |                                     |                                  |                                  |                                  |                                  |                                  |                                  |                     |                     |                     |                     |                     |                     |  |  |  |  |  |  |  |  |  |  |  |  |  |  |  |  |  |  |  |  |
|                |                |                               |                               |                               |                               |                                   |                                   |                                   |                                   |                                   |                                   |                                       |                                       |                                       |                                       |                                       |                                       |                                      |                                      |                                   |                                   |                                   |                                   |                                      |                                     |                                     |                                     |                                     |                                     |                                     |                                     |                                      |                                      |                                      |                                      |                                      |                                      |                                     |                                     |                                     |                                     |                                  |                                  |                                  |                                  |                                  |                                  |                     |                     |                     |                     |                     |                     |  |  |  |  |  |  |  |  |  |  |  |  |  |  |  |  |  |  |  |  |
|                |                |                               |                               |                               |                               | Tancredi I 1138–1194 r. 1189–1194 | Tancredi I 1138–1194 r. 1189–1194 | Tancredi I 1138–1194 r. 1189–1194 | Tancredi I 1138–1194 r. 1189–1194 | Tancredi I 1138–1194 r. 1189–1194 | Tancredi I 1138–1194 r. 1189–1194 |                                       |                                       | Gugghiermu II 1155–1189 r. 1166–1189  | Gugghiermu II 1155–1189 r. 1166–1189  | Gugghiermu II 1155–1189 r. 1166–1189  | Gugghiermu II 1155–1189 r. 1166–1189  | Gugghiermu II 1155–1189 r. 1166–1189 | Gugghiermu II 1155–1189 r. 1166–1189 |                                   |                                   |                                   |                                   |                                      |                                     | Frederick II 1194–1250 r. 1198–1250 | Frederick II 1194–1250 r. 1198–1250 | Frederick II 1194–1250 r. 1198–1250 | Frederick II 1194–1250 r. 1198–1250 | Frederick II 1194–1250 r. 1198–1250 | Frederick II 1194–1250 r. 1198–1250 |                                      |                                      |                                      |                                      |                                      |                                      |                                     |                                     |                                     |                                     |                                  |                                  |                                  |                                  |                                  |                                  | Nhà Capet           | Nhà Capet           | Nhà Capet           | Nhà Capet           | Nhà Capet           | Nhà Capet           |  |  |  |  |  |  |  |  |  |  |  |  |  |  |  |  |  |  |  |  |
|                |                |                               |                               |                               |                               | Tancredi I 1138–1194 r. 1189–1194 | Tancredi I 1138–1194 r. 1189–1194 | Tancredi I 1138–1194 r. 1189–1194 | Tancredi I 1138–1194 r. 1189–1194 | Tancredi I 1138–1194 r. 1189–1194 | Tancredi I 1138–1194 r. 1189–1194 |                                       |                                       | Gugghiermu II 1155–1189 r. 1166–1189  | Gugghiermu II 1155–1189 r. 1166–1189  | Gugghiermu II 1155–1189 r. 1166–1189  | Gugghiermu II 1155–1189 r. 1166–1189  | Gugghiermu II 1155–1189 r. 1166–1189 | Gugghiermu II 1155–1189 r. 1166–1189 |                                   |                                   |                                   |                                   |                                      |                                     | Frederick II 1194–1250 r. 1198–1250 | Frederick II 1194–1250 r. 1198–1250 | Frederick II 1194–1250 r. 1198–1250 | Frederick II 1194–1250 r. 1198–1250 | Frederick II 1194–1250 r. 1198–1250 | Frederick II 1194–1250 r. 1198–1250 |                                      |                                      |                                      |                                      |                                      |                                      |                                     |                                     |                                     |                                     |                                  |                                  |                                  |                                  |                                  |                                  | Nhà Capet           | Nhà Capet           | Nhà Capet           | Nhà Capet           | Nhà Capet           | Nhà Capet           |  |  |  |  |  |  |  |  |  |  |  |  |  |  |  |  |  |  |  |  |
|                |                |                               |                               |                               |                               |                                   |                                   |                                   |                                   |                                   |                                   |                                       |                                       |                                       |                                       |                                       |                                       |                                      |                                      |                                   |                                   |                                   |                                   |                                      |                                     |                                     |                                     |                                     |                                     |                                     |                                     |                                      |                                      |                                      |                                      |                                      |                                      |                                     |                                     |                                     |                                     |                                  |                                  |                                  |                                  |                                  |                                  |                     |                     |                     |                     |                     |                     |  |  |  |  |  |  |  |  |  |  |  |  |  |  |  |  |  |  |  |  |
|                |                | Ruggeru III 1175–1193 r. 1193 | Ruggeru III 1175–1193 r. 1193 | Ruggeru III 1175–1193 r. 1193 | Ruggeru III 1175–1193 r. 1193 | Ruggeru III 1175–1193 r. 1193     | Ruggeru III 1175–1193 r. 1193     |                                   |                                   | Gugghiermu III 1190–1198 r. 1194  | Gugghiermu III 1190–1198 r. 1194  | Gugghiermu III 1190–1198 r. 1194      | Gugghiermu III 1190–1198 r. 1194      | Gugghiermu III 1190–1198 r. 1194      | Gugghiermu III 1190–1198 r. 1194      |                                       |                                       | Henry II 1211–1242 r. 1212–1217      | Henry II 1211–1242 r. 1212–1217      | Henry II 1211–1242 r. 1212–1217   | Henry II 1211–1242 r. 1212–1217   | Henry II 1211–1242 r. 1212–1217   | Henry II 1211–1242 r. 1212–1217   |                                      |                                     | Conrad I 1228–1254 r. 1250–1254     | Conrad I 1228–1254 r. 1250–1254     | Conrad I 1228–1254 r. 1250–1254     | Conrad I 1228–1254 r. 1250–1254     | Conrad I 1228–1254 r. 1250–1254     | Conrad I 1228–1254 r. 1250–1254     |                                      |                                      | Manfred 1232–1266 r. 1258–1266       | Manfred 1232–1266 r. 1258–1266       | Manfred 1232–1266 r. 1258–1266       | Manfred 1232–1266 r. 1258–1266       | Manfred 1232–1266 r. 1258–1266      | Manfred 1232–1266 r. 1258–1266      |                                     |                                     |                                  |                                  |                                  |                                  |                                  |                                  |                     |                     |                     |                     |                     |                     |  |  |  |  |  |  |  |  |  |  |  |  |  |  |  |  |  |  |  |  |
|                |                | Ruggeru III 1175–1193 r. 1193 | Ruggeru III 1175–1193 r. 1193 | Ruggeru III 1175–1193 r. 1193 | Ruggeru III 1175–1193 r. 1193 | Ruggeru III 1175–1193 r. 1193     | Ruggeru III 1175–1193 r. 1193     |                                   |                                   | Gugghiermu III 1190–1198 r. 1194  | Gugghiermu III 1190–1198 r. 1194  | Gugghiermu III 1190–1198 r. 1194      | Gugghiermu III 1190–1198 r. 1194      | Gugghiermu III 1190–1198 r. 1194      | Gugghiermu III 1190–1198 r. 1194      |                                       |                                       | Henry II 1211–1242 r. 1212–1217      | Henry II 1211–1242 r. 1212–1217      | Henry II 1211–1242 r. 1212–1217   | Henry II 1211–1242 r. 1212–1217   | Henry II 1211–1242 r. 1212–1217   | Henry II 1211–1242 r. 1212–1217   |                                      |                                     | Conrad I 1228–1254 r. 1250–1254     | Conrad I 1228–1254 r. 1250–1254     | Conrad I 1228–1254 r. 1250–1254     | Conrad I 1228–1254 r. 1250–1254     | Conrad I 1228–1254 r. 1250–1254     | Conrad I 1228–1254 r. 1250–1254     |                                      |                                      | Manfred 1232–1266 r. 1258–1266       | Manfred 1232–1266 r. 1258–1266       | Manfred 1232–1266 r. 1258–1266       | Manfred 1232–1266 r. 1258–1266       | Manfred 1232–1266 r. 1258–1266      | Manfred 1232–1266 r. 1258–1266      |                                     |                                     |                                  |                                  |                                  |                                  |                                  |                                  |                     |                     |                     |                     |                     |                     |  |  |  |  |  |  |  |  |  |  |  |  |  |  |  |  |  |  |  |  |
|                |                |                               |                               |                               |                               |                                   |                                   |                                   |                                   |                                   |                                   |                                       |                                       |                                       |                                       | Charles I 1226–1285 r. 1266–1282      | Charles I 1226–1285 r. 1266–1282      | Charles I 1226–1285 r. 1266–1282     | Charles I 1226–1285 r. 1266–1282     | Charles I 1226–1285 r. 1266–1282  | Charles I 1226–1285 r. 1266–1282  |                                   |                                   |                                      |                                     | Conrad II 1252–1268 r. 1254–1268    | Conrad II 1252–1268 r. 1254–1268    | Conrad II 1252–1268 r. 1254–1268    | Conrad II 1252–1268 r. 1254–1268    | Conrad II 1252–1268 r. 1254–1268    | Conrad II 1252–1268 r. 1254–1268    |                                      |                                      |                                      |                                      |                                      |                                      |                                     |                                     |                                     |                                     |                                  |                                  |                                  |                                  |                                  |                                  | Nhà Barcelona       | Nhà Barcelona       | Nhà Barcelona       | Nhà Barcelona       | Nhà Barcelona       | Nhà Barcelona       |  |  |  |  |  |  |  |  |  |  |  |  |  |  |  |  |  |  |  |  |
|                |                |                               |                               |                               |                               |                                   |                                   |                                   |                                   |                                   |                                   |                                       |                                       |                                       |                                       | Charles I 1226–1285 r. 1266–1282      | Charles I 1226–1285 r. 1266–1282      | Charles I 1226–1285 r. 1266–1282     | Charles I 1226–1285 r. 1266–1282     | Charles I 1226–1285 r. 1266–1282  | Charles I 1226–1285 r. 1266–1282  |                                   |                                   |                                      |                                     | Conrad II 1252–1268 r. 1254–1268    | Conrad II 1252–1268 r. 1254–1268    | Conrad II 1252–1268 r. 1254–1268    | Conrad II 1252–1268 r. 1254–1268    | Conrad II 1252–1268 r. 1254–1268    | Conrad II 1252–1268 r. 1254–1268    |                                      |                                      |                                      |                                      |                                      |                                      |                                     |                                     |                                     |                                     |                                  |                                  |                                  |                                  |                                  |                                  | Nhà Barcelona       | Nhà Barcelona       | Nhà Barcelona       | Nhà Barcelona       | Nhà Barcelona       | Nhà Barcelona       |  |  |  |  |  |  |  |  |  |  |  |  |  |  |  |  |  |  |  |  |
|                |                |                               |                               |                               |                               |                                   |                                   |                                   |                                   |                                   |                                   |                                       |                                       |                                       |                                       | Charles (II của Napoli) 1254–1309     | Charles (II của Napoli) 1254–1309     | Charles (II của Napoli) 1254–1309    | Charles (II của Napoli) 1254–1309    | Charles (II của Napoli) 1254–1309 | Charles (II của Napoli) 1254–1309 |                                   |                                   |                                      |                                     | Peter I 1239–1285 r. 1282–1285      | Peter I 1239–1285 r. 1282–1285      | Peter I 1239–1285 r. 1282–1285      | Peter I 1239–1285 r. 1282–1285      | Peter I 1239–1285 r. 1282–1285      | Peter I 1239–1285 r. 1282–1285      |                                      |                                      | Custanza II 1249–1302                | Custanza II 1249–1302                | Custanza II 1249–1302                | Custanza II 1249–1302                | Custanza II 1249–1302               | Custanza II 1249–1302               |                                     |                                     |                                  |                                  |                                  |                                  |                                  |                                  |                     |                     |                     |                     |                     |                     |  |  |  |  |  |  |  |  |  |  |  |  |  |  |  |  |  |  |  |  |
|                |                |                               |                               |                               |                               |                                   |                                   |                                   |                                   |                                   |                                   |                                       |                                       |                                       |                                       | Charles (II của Napoli) 1254–1309     | Charles (II của Napoli) 1254–1309     | Charles (II của Napoli) 1254–1309    | Charles (II của Napoli) 1254–1309    | Charles (II của Napoli) 1254–1309 | Charles (II của Napoli) 1254–1309 |                                   |                                   |                                      |                                     | Peter I 1239–1285 r. 1282–1285      | Peter I 1239–1285 r. 1282–1285      | Peter I 1239–1285 r. 1282–1285      | Peter I 1239–1285 r. 1282–1285      | Peter I 1239–1285 r. 1282–1285      | Peter I 1239–1285 r. 1282–1285      |                                      |                                      | Custanza II 1249–1302                | Custanza II 1249–1302                | Custanza II 1249–1302                | Custanza II 1249–1302                | Custanza II 1249–1302               | Custanza II 1249–1302               |                                     |                                     |                                  |                                  |                                  |                                  |                                  |                                  |                     |                     |                     |                     |                     |                     |  |  |  |  |  |  |  |  |  |  |  |  |  |  |  |  |  |  |  |  |
|                |                |                               |                               |                               |                               |                                   |                                   |                                   |                                   |                                   |                                   |                                       |                                       |                                       |                                       |                                       |                                       |                                      |                                      |                                   |                                   |                                   |                                   |                                      |                                     |                                     |                                     |                                     |                                     |                                     |                                     |                                      |                                      |                                      |                                      |                                      |                                      |                                     |                                     |                                     |                                     |                                  |                                  |                                  |                                  |                                  |                                  |                     |                     |                     |                     |                     |                     |  |  |  |  |  |  |  |  |  |  |  |  |  |  |  |  |  |  |  |  |
|                |                |                               |                               |                               |                               |                                   |                                   |                                   |                                   |                                   |                                   |                                       |                                       |                                       |                                       |                                       |                                       |                                      |                                      |                                   |                                   |                                   |                                   |                                      |                                     |                                     |                                     |                                     |                                     |                                     |                                     |                                      |                                      |                                      |                                      |                                      |                                      |                                     |                                     |                                     |                                     |                                  |                                  |                                  |                                  |                                  |                                  |                     |                     |                     |                     |                     |                     |  |  |  |  |  |  |  |  |  |  |  |  |  |  |  |  |  |  |  |  |
|                |                |                               |                               |                               |                               |                                   |                                   |                                   |                                   |                                   |                                   |                                       |                                       |                                       |                                       | Eleanor 1289–1341                     | Eleanor 1289–1341                     | Eleanor 1289–1341                    | Eleanor 1289–1341                    | Eleanor 1289–1341                 | Eleanor 1289–1341                 |                                   |                                   | Frederick II 1272–1337 r. 1296–1337  | Frederick II 1272–1337 r. 1296–1337 | Frederick II 1272–1337 r. 1296–1337 | Frederick II 1272–1337 r. 1296–1337 | Frederick II 1272–1337 r. 1296–1337 | Frederick II 1272–1337 r. 1296–1337 |                                     |                                     |                                      |                                      |                                      |                                      | James 1267–1327 r. 1285–1296         | James 1267–1327 r. 1285–1296         | James 1267–1327 r. 1285–1296        | James 1267–1327 r. 1285–1296        | James 1267–1327 r. 1285–1296        | James 1267–1327 r. 1285–1296        |                                  |                                  |                                  |                                  |                                  |                                  |                     |                     |                     |                     |                     |                     |  |  |  |  |  |  |  |  |  |  |  |  |  |  |  |  |  |  |  |  |
|                |                |                               |                               |                               |                               |                                   |                                   |                                   |                                   |                                   |                                   |                                       |                                       |                                       |                                       | Eleanor 1289–1341                     | Eleanor 1289–1341                     | Eleanor 1289–1341                    | Eleanor 1289–1341                    | Eleanor 1289–1341                 | Eleanor 1289–1341                 |                                   |                                   | Frederick II 1272–1337 r. 1296–1337  | Frederick II 1272–1337 r. 1296–1337 | Frederick II 1272–1337 r. 1296–1337 | Frederick II 1272–1337 r. 1296–1337 | Frederick II 1272–1337 r. 1296–1337 | Frederick II 1272–1337 r. 1296–1337 |                                     |                                     |                                      |                                      |                                      |                                      | James 1267–1327 r. 1285–1296         | James 1267–1327 r. 1285–1296         | James 1267–1327 r. 1285–1296        | James 1267–1327 r. 1285–1296        | James 1267–1327 r. 1285–1296        | James 1267–1327 r. 1285–1296        |                                  |                                  |                                  |                                  |                                  |                                  |                     |                     |                     |                     |                     |                     |  |  |  |  |  |  |  |  |  |  |  |  |  |  |  |  |  |  |  |  |
|                |                |                               |                               |                               |                               |                                   |                                   |                                   |                                   |                                   |                                   |                                       |                                       |                                       |                                       |                                       |                                       |                                      |                                      |                                   |                                   |                                   |                                   |                                      |                                     |                                     |                                     |                                     |                                     |                                     |                                     |                                      |                                      |                                      |                                      |                                      |                                      |                                     |                                     |                                     |                                     |                                  |                                  |                                  |                                  |                                  |                                  |                     |                     |                     |                     |                     |                     |  |  |  |  |  |  |  |  |  |  |  |  |  |  |  |  |  |  |  |  |
| Nhà Trastámara | Nhà Trastámara | Nhà Trastámara                | Nhà Trastámara                | Nhà Trastámara                | Nhà Trastámara                |                                   |                                   |                                   |                                   |                                   |                                   |                                       |                                       |                                       |                                       |                                       |                                       |                                      |                                      | Peter II 1305–1342 r. 1337–1342   | Peter II 1305–1342 r. 1337–1342   | Peter II 1305–1342 r. 1337–1342   | Peter II 1305–1342 r. 1337–1342   | Peter II 1305–1342 r. 1337–1342      | Peter II 1305–1342 r. 1337–1342     |                                     |                                     |                                     |                                     |                                     |                                     |                                      |                                      |                                      |                                      | Alfonso 1299–1336                    | Alfonso 1299–1336                    | Alfonso 1299–1336                   | Alfonso 1299–1336                   | Alfonso 1299–1336                   | Alfonso 1299–1336                   |                                  |                                  |                                  |                                  |                                  |                                  |                     |                     |                     |                     |                     |                     |  |  |  |  |  |  |  |  |  |  |  |  |  |  |  |  |  |  |  |  |
| Nhà Trastámara | Nhà Trastámara | Nhà Trastámara                | Nhà Trastámara                | Nhà Trastámara                | Nhà Trastámara                |                                   |                                   |                                   |                                   |                                   |                                   |                                       |                                       |                                       |                                       |                                       |                                       |                                      |                                      | Peter II 1305–1342 r. 1337–1342   | Peter II 1305–1342 r. 1337–1342   | Peter II 1305–1342 r. 1337–1342   | Peter II 1305–1342 r. 1337–1342   | Peter II 1305–1342 r. 1337–1342      | Peter II 1305–1342 r. 1337–1342     |                                     |                                     |                                     |                                     |                                     |                                     |                                      |                                      |                                      |                                      | Alfonso 1299–1336                    | Alfonso 1299–1336                    | Alfonso 1299–1336                   | Alfonso 1299–1336                   | Alfonso 1299–1336                   | Alfonso 1299–1336                   |                                  |                                  |                                  |                                  |                                  |                                  |                     |                     |                     |                     |                     |                     |  |  |  |  |  |  |  |  |  |  |  |  |  |  |  |  |  |  |  |  |
|                |                |                               |                               |                               |                               |                                   |                                   |                                   |                                   |                                   |                                   |                                       |                                       |                                       |                                       |                                       |                                       |                                      |                                      |                                   |                                   |                                   |                                   |                                      |                                     |                                     |                                     |                                     |                                     |                                     |                                     |                                      |                                      |                                      |                                      |                                      |                                      |                                     |                                     |                                     |                                     |                                  |                                  |                                  |                                  |                                  |                                  |                     |                     |                     |                     |                     |                     |  |  |  |  |  |  |  |  |  |  |  |  |  |  |  |  |  |  |  |  |
|                |                |                               |                               |                               |                               |                                   |                                   |                                   |                                   |                                   |                                   | Frederick III 1341–1377 r. 1355–1377  | Frederick III 1341–1377 r. 1355–1377  | Frederick III 1341–1377 r. 1355–1377  | Frederick III 1341–1377 r. 1355–1377  | Frederick III 1341–1377 r. 1355–1377  | Frederick III 1341–1377 r. 1355–1377  |                                      |                                      | Louis I 1337–1355 r. 1342–1355    | Louis I 1337–1355 r. 1342–1355    | Louis I 1337–1355 r. 1342–1355    | Louis I 1337–1355 r. 1342–1355    | Louis I 1337–1355 r. 1342–1355       | Louis I 1337–1355 r. 1342–1355      |                                     |                                     | Eleanor 1325–1375                   | Eleanor 1325–1375                   | Eleanor 1325–1375                   | Eleanor 1325–1375                   | Eleanor 1325–1375                    | Eleanor 1325–1375                    |                                      |                                      | Peter 1319–1387                      | Peter 1319–1387                      | Peter 1319–1387                     | Peter 1319–1387                     | Peter 1319–1387                     | Peter 1319–1387                     |                                  |                                  |                                  |                                  |                                  |                                  |                     |                     |                     |                     |                     |                     |  |  |  |  |  |  |  |  |  |  |  |  |  |  |  |  |  |  |  |  |
|                |                |                               |                               |                               |                               |                                   |                                   |                                   |                                   |                                   |                                   | Frederick III 1341–1377 r. 1355–1377  | Frederick III 1341–1377 r. 1355–1377  | Frederick III 1341–1377 r. 1355–1377  | Frederick III 1341–1377 r. 1355–1377  | Frederick III 1341–1377 r. 1355–1377  | Frederick III 1341–1377 r. 1355–1377  |                                      |                                      | Louis I 1337–1355 r. 1342–1355    | Louis I 1337–1355 r. 1342–1355    | Louis I 1337–1355 r. 1342–1355    | Louis I 1337–1355 r. 1342–1355    | Louis I 1337–1355 r. 1342–1355       | Louis I 1337–1355 r. 1342–1355      |                                     |                                     | Eleanor 1325–1375                   | Eleanor 1325–1375                   | Eleanor 1325–1375                   | Eleanor 1325–1375                   | Eleanor 1325–1375                    | Eleanor 1325–1375                    |                                      |                                      | Peter 1319–1387                      | Peter 1319–1387                      | Peter 1319–1387                     | Peter 1319–1387                     | Peter 1319–1387                     | Peter 1319–1387                     |                                  |                                  |                                  |                                  |                                  |                                  |                     |                     |                     |                     |                     |                     |  |  |  |  |  |  |  |  |  |  |  |  |  |  |  |  |  |  |  |  |
|                |                |                               |                               |                               |                               |                                   |                                   |                                   |                                   |                                   |                                   |                                       |                                       |                                       |                                       |                                       |                                       |                                      |                                      |                                   |                                   |                                   |                                   |                                      |                                     |                                     |                                     |                                     |                                     |                                     |                                     |                                      |                                      |                                      |                                      |                                      |                                      |                                     |                                     |                                     |                                     |                                  |                                  |                                  |                                  |                                  |                                  |                     |                     |                     |                     |                     |                     |  |  |  |  |  |  |  |  |  |  |  |  |  |  |  |  |  |  |  |  |
|                |                |                               |                               |                               |                               |                                   |                                   |                                   |                                   |                                   |                                   |                                       |                                       |                                       |                                       |                                       |                                       |                                      |                                      |                                   |                                   |                                   |                                   |                                      |                                     |                                     |                                     |                                     |                                     |                                     |                                     |                                      |                                      |                                      |                                      |                                      |                                      |                                     |                                     |                                     |                                     |                                  |                                  |                                  |                                  |                                  |                                  |                     |                     |                     |                     |                     |                     |  |  |  |  |  |  |  |  |  |  |  |  |  |  |  |  |  |  |  |  |
|                |                |                               |                               |                               |                               |                                   |                                   |                                   |                                   |                                   |                                   |                                       |                                       |                                       |                                       |                                       |                                       |                                      |                                      |                                   |                                   |                                   |                                   |                                      |                                     |                                     |                                     | Martinu II 1356–1410 r. 1409–1410   | Martinu II 1356–1410 r. 1409–1410   | Martinu II 1356–1410 r. 1409–1410   | Martinu II 1356–1410 r. 1409–1410   | Martinu II 1356–1410 r. 1409–1410    | Martinu II 1356–1410 r. 1409–1410    |                                      |                                      | Eleanor 1358–1382                    | Eleanor 1358–1382                    | Eleanor 1358–1382                   | Eleanor 1358–1382                   | Eleanor 1358–1382                   | Eleanor 1358–1382                   |                                  |                                  |                                  |                                  |                                  |                                  |                     |                     |                     |                     |                     |                     |  |  |  |  |  |  |  |  |  |  |  |  |  |  |  |  |  |  |  |  |
|                |                |                               |                               |                               |                               |                                   |                                   |                                   |                                   |                                   |                                   |                                       |                                       |                                       |                                       |                                       |                                       |                                      |                                      |                                   |                                   |                                   |                                   |                                      |                                     |                                     |                                     | Martinu II 1356–1410 r. 1409–1410   | Martinu II 1356–1410 r. 1409–1410   | Martinu II 1356–1410 r. 1409–1410   | Martinu II 1356–1410 r. 1409–1410   | Martinu II 1356–1410 r. 1409–1410    | Martinu II 1356–1410 r. 1409–1410    |                                      |                                      | Eleanor 1358–1382                    | Eleanor 1358–1382                    | Eleanor 1358–1382                   | Eleanor 1358–1382                   | Eleanor 1358–1382                   | Eleanor 1358–1382                   |                                  |                                  |                                  |                                  |                                  |                                  |                     |                     |                     |                     |                     |                     |  |  |  |  |  |  |  |  |  |  |  |  |  |  |  |  |  |  |  |  |
|                |                |                               |                               |                               |                               |                                   |                                   |                                   |                                   |                                   |                                   | Maria I 1363–1401 r. 1377–1401        | Maria I 1363–1401 r. 1377–1401        | Maria I 1363–1401 r. 1377–1401        | Maria I 1363–1401 r. 1377–1401        | Maria I 1363–1401 r. 1377–1401        | Maria I 1363–1401 r. 1377–1401        |                                      |                                      |                                   |                                   |                                   |                                   |                                      |                                     |                                     |                                     | Martinu I 1374–1409 r. 1395–1409    | Martinu I 1374–1409 r. 1395–1409    | Martinu I 1374–1409 r. 1395–1409    | Martinu I 1374–1409 r. 1395–1409    | Martinu I 1374–1409 r. 1395–1409     | Martinu I 1374–1409 r. 1395–1409     |                                      |                                      | Ferdinando I 1380–1416 r. 1412–1416  | Ferdinando I 1380–1416 r. 1412–1416  | Ferdinando I 1380–1416 r. 1412–1416 | Ferdinando I 1380–1416 r. 1412–1416 | Ferdinando I 1380–1416 r. 1412–1416 | Ferdinando I 1380–1416 r. 1412–1416 |                                  |                                  |                                  |                                  |                                  |                                  |                     |                     |                     |                     |                     |                     |  |  |  |  |  |  |  |  |  |  |  |  |  |  |  |  |  |  |  |  |
|                |                |                               |                               |                               |                               |                                   |                                   |                                   |                                   |                                   |                                   | Maria I 1363–1401 r. 1377–1401        | Maria I 1363–1401 r. 1377–1401        | Maria I 1363–1401 r. 1377–1401        | Maria I 1363–1401 r. 1377–1401        | Maria I 1363–1401 r. 1377–1401        | Maria I 1363–1401 r. 1377–1401        |                                      |                                      |                                   |                                   |                                   |                                   |                                      |                                     |                                     |                                     | Martinu I 1374–1409 r. 1395–1409    | Martinu I 1374–1409 r. 1395–1409    | Martinu I 1374–1409 r. 1395–1409    | Martinu I 1374–1409 r. 1395–1409    | Martinu I 1374–1409 r. 1395–1409     | Martinu I 1374–1409 r. 1395–1409     |                                      |                                      | Ferdinando I 1380–1416 r. 1412–1416  | Ferdinando I 1380–1416 r. 1412–1416  | Ferdinando I 1380–1416 r. 1412–1416 | Ferdinando I 1380–1416 r. 1412–1416 | Ferdinando I 1380–1416 r. 1412–1416 | Ferdinando I 1380–1416 r. 1412–1416 |                                  |                                  |                                  |                                  |                                  |                                  |                     |                     |                     |                     |                     |                     |  |  |  |  |  |  |  |  |  |  |  |  |  |  |  |  |  |  |  |  |
|                |                |                               |                               |                               |                               |                                   |                                   |                                   |                                   |                                   |                                   |                                       |                                       |                                       |                                       |                                       |                                       |                                      |                                      |                                   |                                   |                                   |                                   |                                      |                                     |                                     |                                     |                                     |                                     |                                     |                                     |                                      |                                      |                                      |                                      |                                      |                                      |                                     |                                     |                                     |                                     |                                  |                                  |                                  |                                  |                                  |                                  |                     |                     |                     |                     |                     |                     |  |  |  |  |  |  |  |  |  |  |  |  |  |  |  |  |  |  |  |  |
|                |                |                               |                               |                               |                               |                                   |                                   |                                   |                                   |                                   |                                   |                                       |                                       |                                       |                                       |                                       |                                       |                                      |                                      |                                   |                                   |                                   |                                   |                                      |                                     |                                     |                                     |                                     |                                     |                                     |                                     |                                      |                                      |                                      |                                      |                                      |                                      |                                     |                                     |                                     |                                     |                                  |                                  |                                  |                                  |                                  |                                  |                     |                     |                     |                     |                     |                     |  |  |  |  |  |  |  |  |  |  |  |  |  |  |  |  |  |  |  |  |
|                |                |                               |                               |                               |                               |                                   |                                   |                                   |                                   |                                   |                                   |                                       |                                       |                                       |                                       |                                       |                                       |                                      |                                      |                                   |                                   |                                   |                                   |                                      |                                     |                                     |                                     |                                     |                                     |                                     |                                     | Giovanni I 1398–1479 r. 1458–1479    | Giovanni I 1398–1479 r. 1458–1479    | Giovanni I 1398–1479 r. 1458–1479    | Giovanni I 1398–1479 r. 1458–1479    | Giovanni I 1398–1479 r. 1458–1479    | Giovanni I 1398–1479 r. 1458–1479    |                                     |                                     | Alfonso I 1396–1458 r. 1416–1458    | Alfonso I 1396–1458 r. 1416–1458    | Alfonso I 1396–1458 r. 1416–1458 | Alfonso I 1396–1458 r. 1416–1458 | Alfonso I 1396–1458 r. 1416–1458 | Alfonso I 1396–1458 r. 1416–1458 |                                  |                                  |                     |                     |                     |                     |                     |                     |  |  |  |  |  |  |  |  |  |  |  |  |  |  |  |  |  |  |  |  |
|                |                |                               |                               |                               |                               |                                   |                                   |                                   |                                   |                                   |                                   |                                       |                                       |                                       |                                       |                                       |                                       |                                      |                                      |                                   |                                   |                                   |                                   |                                      |                                     |                                     |                                     |                                     |                                     |                                     |                                     | Giovanni I 1398–1479 r. 1458–1479    | Giovanni I 1398–1479 r. 1458–1479    | Giovanni I 1398–1479 r. 1458–1479    | Giovanni I 1398–1479 r. 1458–1479    | Giovanni I 1398–1479 r. 1458–1479    | Giovanni I 1398–1479 r. 1458–1479    |                                     |                                     | Alfonso I 1396–1458 r. 1416–1458    | Alfonso I 1396–1458 r. 1416–1458    | Alfonso I 1396–1458 r. 1416–1458 | Alfonso I 1396–1458 r. 1416–1458 | Alfonso I 1396–1458 r. 1416–1458 | Alfonso I 1396–1458 r. 1416–1458 |                                  |                                  |                     |                     |                     |                     |                     |                     |  |  |  |  |  |  |  |  |  |  |  |  |  |  |  |  |  |  |  |  |
| Nhà Habsburg   | Nhà Habsburg   | Nhà Habsburg                  | Nhà Habsburg                  | Nhà Habsburg                  | Nhà Habsburg                  |                                   |                                   |                                   |                                   |                                   |                                   |                                       |                                       |                                       |                                       |                                       |                                       |                                      |                                      |                                   |                                   |                                   |                                   |                                      |                                     |                                     |                                     |                                     |                                     |                                     |                                     | Ferdinando II 1452–1516 r. 1479–1516 | Ferdinando II 1452–1516 r. 1479–1516 | Ferdinando II 1452–1516 r. 1479–1516 | Ferdinando II 1452–1516 r. 1479–1516 | Ferdinando II 1452–1516 r. 1479–1516 | Ferdinando II 1452–1516 r. 1479–1516 |                                     |                                     |                                     |                                     |                                  |                                  |                                  |                                  |                                  |                                  |                     |                     |                     |                     |                     |                     |  |  |  |  |  |  |  |  |  |  |  |  |  |  |  |  |  |  |  |  |
| Nhà Habsburg   | Nhà Habsburg   | Nhà Habsburg                  | Nhà Habsburg                  | Nhà Habsburg                  | Nhà Habsburg                  |                                   |                                   |                                   |                                   |                                   |                                   |                                       |                                       |                                       |                                       |                                       |                                       |                                      |                                      |                                   |                                   |                                   |                                   |                                      |                                     |                                     |                                     |                                     |                                     |                                     |                                     | Ferdinando II 1452–1516 r. 1479–1516 | Ferdinando II 1452–1516 r. 1479–1516 | Ferdinando II 1452–1516 r. 1479–1516 | Ferdinando II 1452–1516 r. 1479–1516 | Ferdinando II 1452–1516 r. 1479–1516 | Ferdinando II 1452–1516 r. 1479–1516 |                                     |                                     |                                     |                                     |                                  |                                  |                                  |                                  |                                  |                                  |                     |                     |                     |                     |                     |                     |  |  |  |  |  |  |  |  |  |  |  |  |  |  |  |  |  |  |  |  |
|                |                |                               |                               |                               |                               |                                   |                                   |                                   |                                   |                                   |                                   |                                       |                                       |                                       |                                       |                                       |                                       |                                      |                                      |                                   |                                   |                                   |                                   |                                      |                                     |                                     |                                     |                                     |                                     |                                     |                                     | Giovanna I 1479–1555 r. 1516–1555    |                                      |                                      |                                      |                                      |                                      |                                     |                                     |                                     |                                     |                                  |                                  |                                  |                                  |                                  |                                  |                     |                     |                     |                     |                     |                     |  |  |  |  |  |  |  |  |  |  |  |  |  |  |  |  |  |  |  |  |
|                |                |                               |                               |                               |                               |                                   |                                   |                                   |                                   |                                   |                                   |                                       |                                       |                                       |                                       |                                       |                                       |                                      |                                      |                                   |                                   |                                   |                                   |                                      |                                     |                                     |                                     |                                     |                                     |                                     |                                     |                                      |                                      |                                      |                                      |                                      |                                      |                                     |                                     |                                     |                                     |                                  |                                  |                                  |                                  |                                  |                                  |                     |                     |                     |                     |                     |                     |  |  |  |  |  |  |  |  |  |  |  |  |  |  |  |  |  |  |  |  |
|                |                |                               |                               |                               |                               |                                   |                                   |                                   |                                   |                                   |                                   |                                       |                                       |                                       |                                       |                                       |                                       |                                      |                                      |                                   |                                   |                                   |                                   |                                      |                                     |                                     |                                     |                                     |                                     |                                     |                                     |                                      |                                      |                                      |                                      |                                      |                                      |                                     |                                     |                                     |                                     |                                  |                                  |                                  |                                  |                                  |                                  |                     |                     |                     |                     |                     |                     |  |  |  |  |  |  |  |  |  |  |  |  |  |  |  |  |  |  |  |  |
| Nhà Savoy      | Nhà Savoy      | Nhà Savoy                     | Nhà Savoy                     | Nhà Savoy                     | Nhà Savoy                     |                                   |                                   |                                   |                                   |                                   |                                   |                                       |                                       |                                       |                                       |                                       |                                       |                                      |                                      |                                   |                                   |                                   |                                   |                                      |                                     |                                     |                                     |                                     |                                     |                                     |                                     | Charles II 1500–1558 r. 1516–1554    | Charles II 1500–1558 r. 1516–1554    | Charles II 1500–1558 r. 1516–1554    | Charles II 1500–1558 r. 1516–1554    | Charles II 1500–1558 r. 1516–1554    | Charles II 1500–1558 r. 1516–1554    |                                     |                                     |                                     |                                     |                                  |                                  |                                  |                                  |                                  |                                  | Ferdinand 1503–1564 | Ferdinand 1503–1564 | Ferdinand 1503–1564 | Ferdinand 1503–1564 | Ferdinand 1503–1564 | Ferdinand 1503–1564 |  |  |  |  |  |  |  |  |  |  |  |  |  |  |  |  |  |  |  |  |
| Nhà Savoy      | Nhà Savoy      | Nhà Savoy                     | Nhà Savoy                     | Nhà Savoy                     | Nhà Savoy                     |                                   |                                   |                                   |                                   |                                   |                                   |                                       |                                       |                                       |                                       |                                       |                                       |                                      |                                      |                                   |                                   |                                   |                                   |                                      |                                     |                                     |                                     |                                     |                                     |                                     |                                     | Charles II 1500–1558 r. 1516–1554    | Charles II 1500–1558 r. 1516–1554    | Charles II 1500–1558 r. 1516–1554    | Charles II 1500–1558 r. 1516–1554    | Charles II 1500–1558 r. 1516–1554    | Charles II 1500–1558 r. 1516–1554    |                                     |                                     |                                     |                                     |                                  |                                  |                                  |                                  |                                  |                                  | Ferdinand 1503–1564 | Ferdinand 1503–1564 | Ferdinand 1503–1564 | Ferdinand 1503–1564 | Ferdinand 1503–1564 | Ferdinand 1503–1564 |  |  |  |  |  |  |  |  |  |  |  |  |  |  |  |  |  |  |  |  |
|                |                |                               |                               |                               |                               |                                   |                                   |                                   |                                   |                                   |                                   |                                       |                                       |                                       |                                       |                                       |                                       |                                      |                                      |                                   |                                   |                                   |                                   |                                      |                                     |                                     |                                     |                                     |                                     |                                     |                                     | Philip I 1527–1598 r. 1554–1598      | Philip I 1527–1598 r. 1554–1598      | Philip I 1527–1598 r. 1554–1598      | Philip I 1527–1598 r. 1554–1598      | Philip I 1527–1598 r. 1554–1598      | Philip I 1527–1598 r. 1554–1598      |                                     |                                     |                                     |                                     |                                  |                                  |                                  |                                  |                                  |                                  | Charles 1540–1590   | Charles 1540–1590   | Charles 1540–1590   | Charles 1540–1590   | Charles 1540–1590   | Charles 1540–1590   |  |  |  |  |  |  |  |  |  |  |  |  |  |  |  |  |  |  |  |  |
|                |                |                               |                               |                               |                               |                                   |                                   |                                   |                                   |                                   |                                   |                                       |                                       |                                       |                                       |                                       |                                       |                                      |                                      |                                   |                                   |                                   |                                   |                                      |                                     |                                     |                                     |                                     |                                     |                                     |                                     | Philip I 1527–1598 r. 1554–1598      | Philip I 1527–1598 r. 1554–1598      | Philip I 1527–1598 r. 1554–1598      | Philip I 1527–1598 r. 1554–1598      | Philip I 1527–1598 r. 1554–1598      | Philip I 1527–1598 r. 1554–1598      |                                     |                                     |                                     |                                     |                                  |                                  |                                  |                                  |                                  |                                  | Charles 1540–1590   | Charles 1540–1590   | Charles 1540–1590   | Charles 1540–1590   | Charles 1540–1590   | Charles 1540–1590   |  |  |  |  |  |  |  |  |  |  |  |  |  |  |  |  |  |  |  |  |
|                |                |                               |                               |                               |                               |                                   |                                   |                                   |                                   |                                   |                                   |                                       |                                       |                                       |                                       |                                       |                                       |                                      |                                      |                                   |                                   |                                   |                                   |                                      |                                     |                                     |                                     |                                     |                                     |                                     |                                     |                                      |                                      |                                      |                                      |                                      |                                      |                                     |                                     |                                     |                                     |                                  |                                  |                                  |                                  |                                  |                                  |                     |                     |                     |                     |                     |                     |  |  |  |  |  |  |  |  |  |  |  |  |  |  |  |  |  |  |  |  |
|                |                |                               |                               |                               |                               |                                   |                                   |                                   |                                   |                                   |                                   | Catherine Michelle 1567–1597          | Catherine Michelle 1567–1597          | Catherine Michelle 1567–1597          | Catherine Michelle 1567–1597          | Catherine Michelle 1567–1597          | Catherine Michelle 1567–1597          |                                      |                                      |                                   |                                   |                                   |                                   |                                      |                                     |                                     |                                     |                                     |                                     |                                     |                                     | Philip II 1578–1621 r. 1598–1621     | Philip II 1578–1621 r. 1598–1621     | Philip II 1578–1621 r. 1598–1621     | Philip II 1578–1621 r. 1598–1621     | Philip II 1578–1621 r. 1598–1621     | Philip II 1578–1621 r. 1598–1621     |                                     |                                     |                                     |                                     |                                  |                                  |                                  |                                  |                                  |                                  | Ferdinand 1578–1637 | Ferdinand 1578–1637 | Ferdinand 1578–1637 | Ferdinand 1578–1637 | Ferdinand 1578–1637 | Ferdinand 1578–1637 |  |  |  |  |  |  |  |  |  |  |  |  |  |  |  |  |  |  |  |  |
|                |                |                               |                               |                               |                               |                                   |                                   |                                   |                                   |                                   |                                   | Catherine Michelle 1567–1597          | Catherine Michelle 1567–1597          | Catherine Michelle 1567–1597          | Catherine Michelle 1567–1597          | Catherine Michelle 1567–1597          | Catherine Michelle 1567–1597          |                                      |                                      |                                   |                                   |                                   |                                   |                                      |                                     |                                     |                                     |                                     |                                     |                                     |                                     | Philip II 1578–1621 r. 1598–1621     | Philip II 1578–1621 r. 1598–1621     | Philip II 1578–1621 r. 1598–1621     | Philip II 1578–1621 r. 1598–1621     | Philip II 1578–1621 r. 1598–1621     | Philip II 1578–1621 r. 1598–1621     |                                     |                                     |                                     |                                     |                                  |                                  |                                  |                                  |                                  |                                  | Ferdinand 1578–1637 | Ferdinand 1578–1637 | Ferdinand 1578–1637 | Ferdinand 1578–1637 | Ferdinand 1578–1637 | Ferdinand 1578–1637 |  |  |  |  |  |  |  |  |  |  |  |  |  |  |  |  |  |  |  |  |
|                |                |                               |                               |                               |                               |                                   |                                   |                                   |                                   |                                   |                                   |                                       |                                       |                                       |                                       |                                       |                                       |                                      |                                      |                                   |                                   |                                   |                                   |                                      |                                     |                                     |                                     |                                     |                                     |                                     |                                     |                                      |                                      |                                      |                                      |                                      |                                      |                                     |                                     |                                     |                                     |                                  |                                  |                                  |                                  |                                  |                                  |                     |                     |                     |                     |                     |                     |  |  |  |  |  |  |  |  |  |  |  |  |  |  |  |  |  |  |  |  |
|                |                |                               |                               |                               |                               |                                   |                                   |                                   |                                   |                                   |                                   | Victor Amadeus 1587–1637              | Victor Amadeus 1587–1637              | Victor Amadeus 1587–1637              | Victor Amadeus 1587–1637              | Victor Amadeus 1587–1637              | Victor Amadeus 1587–1637              |                                      |                                      |                                   |                                   |                                   |                                   |                                      |                                     |                                     |                                     |                                     |                                     |                                     |                                     | Philip III 1605–1665 r. 1621–1665    | Philip III 1605–1665 r. 1621–1665    | Philip III 1605–1665 r. 1621–1665    | Philip III 1605–1665 r. 1621–1665    | Philip III 1605–1665 r. 1621–1665    | Philip III 1605–1665 r. 1621–1665    |                                     |                                     | Maria Anna 1606–1646                | Maria Anna 1606–1646                | Maria Anna 1606–1646             | Maria Anna 1606–1646             | Maria Anna 1606–1646             | Maria Anna 1606–1646             |                                  |                                  | Ferdinand 1608–1657 | Ferdinand 1608–1657 | Ferdinand 1608–1657 | Ferdinand 1608–1657 | Ferdinand 1608–1657 | Ferdinand 1608–1657 |  |  |  |  |  |  |  |  |  |  |  |  |  |  |  |  |  |  |  |  |
|                |                |                               |                               |                               |                               |                                   |                                   |                                   |                                   |                                   |                                   | Victor Amadeus 1587–1637              | Victor Amadeus 1587–1637              | Victor Amadeus 1587–1637              | Victor Amadeus 1587–1637              | Victor Amadeus 1587–1637              | Victor Amadeus 1587–1637              |                                      |                                      |                                   |                                   |                                   |                                   |                                      |                                     |                                     |                                     |                                     |                                     |                                     |                                     | Philip III 1605–1665 r. 1621–1665    | Philip III 1605–1665 r. 1621–1665    | Philip III 1605–1665 r. 1621–1665    | Philip III 1605–1665 r. 1621–1665    | Philip III 1605–1665 r. 1621–1665    | Philip III 1605–1665 r. 1621–1665    |                                     |                                     | Maria Anna 1606–1646                | Maria Anna 1606–1646                | Maria Anna 1606–1646             | Maria Anna 1606–1646             | Maria Anna 1606–1646             | Maria Anna 1606–1646             |                                  |                                  | Ferdinand 1608–1657 | Ferdinand 1608–1657 | Ferdinand 1608–1657 | Ferdinand 1608–1657 | Ferdinand 1608–1657 | Ferdinand 1608–1657 |  |  |  |  |  |  |  |  |  |  |  |  |  |  |  |  |  |  |  |  |
|                |                |                               |                               |                               |                               |                                   |                                   |                                   |                                   |                                   |                                   |                                       |                                       |                                       |                                       |                                       |                                       |                                      |                                      |                                   |                                   |                                   |                                   |                                      |                                     |                                     |                                     |                                     |                                     |                                     |                                     |                                      |                                      |                                      |                                      |                                      |                                      |                                     |                                     |                                     |                                     |                                  |                                  |                                  |                                  |                                  |                                  |                     |                     |                     |                     |                     |                     |  |  |  |  |  |  |  |  |  |  |  |  |  |  |  |  |  |  |  |  |
|                |                |                               |                               |                               |                               |                                   |                                   |                                   |                                   |                                   |                                   |                                       |                                       |                                       |                                       |                                       |                                       |                                      |                                      |                                   |                                   |                                   |                                   |                                      |                                     |                                     |                                     |                                     |                                     |                                     |                                     |                                      |                                      |                                      |                                      |                                      |                                      |                                     |                                     |                                     |                                     |                                  |                                  |                                  |                                  |                                  |                                  |                     |                     |                     |                     |                     |                     |  |  |  |  |  |  |  |  |  |  |  |  |  |  |  |  |  |  |  |  |
|                |                |                               |                               |                               |                               |                                   |                                   |                                   |                                   |                                   |                                   | Charles Emmanuel 1634–1675            | Charles Emmanuel 1634–1675            | Charles Emmanuel 1634–1675            | Charles Emmanuel 1634–1675            | Charles Emmanuel 1634–1675            | Charles Emmanuel 1634–1675            |                                      |                                      |                                   |                                   |                                   |                                   | Maria Theresa 1638–1683              | Maria Theresa 1638–1683             | Maria Theresa 1638–1683             | Maria Theresa 1638–1683             | Maria Theresa 1638–1683             | Maria Theresa 1638–1683             |                                     |                                     | Charles III 1661–1700 r. 1665–1700   | Charles III 1661–1700 r. 1665–1700   | Charles III 1661–1700 r. 1665–1700   | Charles III 1661–1700 r. 1665–1700   | Charles III 1661–1700 r. 1665–1700   | Charles III 1661–1700 r. 1665–1700   |                                     |                                     |                                     |                                     | Leopold 1640–1705                | Leopold 1640–1705                | Leopold 1640–1705                | Leopold 1640–1705                | Leopold 1640–1705                | Leopold 1640–1705                |                     |                     |                     |                     |                     |                     |  |  |  |  |  |  |  |  |  |  |  |  |  |  |  |  |  |  |  |  |
|                |                |                               |                               |                               |                               |                                   |                                   |                                   |                                   |                                   |                                   | Charles Emmanuel 1634–1675            | Charles Emmanuel 1634–1675            | Charles Emmanuel 1634–1675            | Charles Emmanuel 1634–1675            | Charles Emmanuel 1634–1675            | Charles Emmanuel 1634–1675            |                                      |                                      |                                   |                                   |                                   |                                   | Maria Theresa 1638–1683              | Maria Theresa 1638–1683             | Maria Theresa 1638–1683             | Maria Theresa 1638–1683             | Maria Theresa 1638–1683             | Maria Theresa 1638–1683             |                                     |                                     | Charles III 1661–1700 r. 1665–1700   | Charles III 1661–1700 r. 1665–1700   | Charles III 1661–1700 r. 1665–1700   | Charles III 1661–1700 r. 1665–1700   | Charles III 1661–1700 r. 1665–1700   | Charles III 1661–1700 r. 1665–1700   |                                     |                                     |                                     |                                     | Leopold 1640–1705                | Leopold 1640–1705                | Leopold 1640–1705                | Leopold 1640–1705                | Leopold 1640–1705                | Leopold 1640–1705                |                     |                     |                     |                     |                     |                     |  |  |  |  |  |  |  |  |  |  |  |  |  |  |  |  |  |  |  |  |
|                |                |                               |                               |                               |                               |                                   |                                   |                                   |                                   |                                   |                                   | Victor Amadeus 1666–1732 r. 1713–1720 | Victor Amadeus 1666–1732 r. 1713–1720 | Victor Amadeus 1666–1732 r. 1713–1720 | Victor Amadeus 1666–1732 r. 1713–1720 | Victor Amadeus 1666–1732 r. 1713–1720 | Victor Amadeus 1666–1732 r. 1713–1720 |                                      |                                      |                                   |                                   |                                   |                                   | Louis 1661–1711                      | Louis 1661–1711                     | Louis 1661–1711                     | Louis 1661–1711                     | Louis 1661–1711                     | Louis 1661–1711                     |                                     |                                     |                                      |                                      |                                      |                                      |                                      |                                      |                                     |                                     |                                     |                                     | Charles IV 1685–1740 r.1720–1735 | Charles IV 1685–1740 r.1720–1735 | Charles IV 1685–1740 r.1720–1735 | Charles IV 1685–1740 r.1720–1735 | Charles IV 1685–1740 r.1720–1735 | Charles IV 1685–1740 r.1720–1735 |                     |                     |                     |                     |                     |                     |  |  |  |  |  |  |  |  |  |  |  |  |  |  |  |  |  |  |  |  |
|                |                |                               |                               |                               |                               |                                   |                                   |                                   |                                   |                                   |                                   | Victor Amadeus 1666–1732 r. 1713–1720 | Victor Amadeus 1666–1732 r. 1713–1720 | Victor Amadeus 1666–1732 r. 1713–1720 | Victor Amadeus 1666–1732 r. 1713–1720 | Victor Amadeus 1666–1732 r. 1713–1720 | Victor Amadeus 1666–1732 r. 1713–1720 |                                      |                                      |                                   |                                   |                                   |                                   | Louis 1661–1711                      | Louis 1661–1711                     | Louis 1661–1711                     | Louis 1661–1711                     | Louis 1661–1711                     | Louis 1661–1711                     |                                     |                                     |                                      |                                      |                                      |                                      |                                      |                                      |                                     |                                     |                                     |                                     | Charles IV 1685–1740 r.1720–1735 | Charles IV 1685–1740 r.1720–1735 | Charles IV 1685–1740 r.1720–1735 | Charles IV 1685–1740 r.1720–1735 | Charles IV 1685–1740 r.1720–1735 | Charles IV 1685–1740 r.1720–1735 |                     |                     |                     |                     |                     |                     |  |  |  |  |  |  |  |  |  |  |  |  |  |  |  |  |  |  |  |  |
|                |                |                               |                               |                               |                               |                                   |                                   |                                   |                                   |                                   |                                   |                                       |                                       |                                       |                                       |                                       |                                       |                                      |                                      |                                   |                                   |                                   |                                   | Philip IV 1683–1746 r. 1700–1713     |                                     |                                     |                                     |                                     |                                     |                                     |                                     |                                      |                                      |                                      |                                      |                                      |                                      |                                     |                                     |                                     |                                     |                                  |                                  |                                  |                                  |                                  |                                  |                     |                     |                     |                     |                     |                     |  |  |  |  |  |  |  |  |  |  |  |  |  |  |  |  |  |  |  |  |
|                |                |                               |                               |                               |                               |                                   |                                   |                                   |                                   |                                   |                                   |                                       |                                       |                                       |                                       |                                       |                                       |                                      |                                      |                                   |                                   |                                   |                                   |                                      |                                     |                                     |                                     |                                     |                                     |                                     |                                     |                                      |                                      |                                      |                                      |                                      |                                      |                                     |                                     |                                     |                                     |                                  |                                  |                                  |                                  |                                  |                                  |                     |                     |                     |                     |                     |                     |  |  |  |  |  |  |  |  |  |  |  |  |  |  |  |  |  |  |  |  |
|                |                |                               |                               |                               |                               |                                   |                                   |                                   |                                   |                                   |                                   |                                       |                                       |                                       |                                       |                                       |                                       |                                      |                                      |                                   |                                   |                                   |                                   | Carlos V 1716–1788 r. 1735–1759      |                                     |                                     |                                     |                                     |                                     |                                     |                                     |                                      |                                      |                                      |                                      |                                      |                                      |                                     |                                     |                                     |                                     |                                  |                                  |                                  |                                  |                                  |                                  |                     |                     |                     |                     |                     |                     |  |  |  |  |  |  |  |  |  |  |  |  |  |  |  |  |  |  |  |  |
|                |                |                               |                               |                               |                               |                                   |                                   |                                   |                                   |                                   |                                   |                                       |                                       |                                       |                                       |                                       |                                       |                                      |                                      |                                   |                                   |                                   |                                   |                                      |                                     |                                     |                                     |                                     |                                     |                                     |                                     |                                      |                                      |                                      |                                      |                                      |                                      |                                     |                                     |                                     |                                     |                                  |                                  |                                  |                                  |                                  |                                  |                     |                     |                     |                     |                     |                     |  |  |  |  |  |  |  |  |  |  |  |  |  |  |  |  |  |  |  |  |
|                |                |                               |                               |                               |                               |                                   |                                   |                                   |                                   |                                   |                                   |                                       |                                       |                                       |                                       |                                       |                                       |                                      |                                      |                                   |                                   |                                   |                                   | Ferdinand III 1751–1825 r. 1759–1816 |                                     |                                     |                                     |                                     |                                     |                                     |                                     |                                      |                                      |                                      |                                      |                                      |                                      |                                     |                                     |                                     |                                     |                                  |                                  |                                  |                                  |                                  |                                  |                     |                     |                     |                     |                     |                     |  |  |  |  |  |  |  |  |  |  |  |  |  |  |  |  |  |  |  |  |